# The Starting Line
The Starting Line è un gruppo musicale statunitense formatosi a Churchville nel 1999.

## Storia del gruppo
Il gruppo si formò nel 1999, quando Kenny Vasoli, che allora suonava in una band chiamata Smash Adams, ricevette una e-mail da Matt Watts, che lo invitava a suonare insieme a lui. Solo due settimane più tardi i due si incontrarono con Mike Golla e Tom Gryskiewicz, andando a formare quella che ancora oggi è la formazione della band. Inizialmente c'era anche un altro chitarrista, chiamato Ryan Altmiller, che però suonò con loro solo per alcune settimane, per poi seguire un diverso percorso artistico. Presto il gruppo cominciò ad esibirsi sotto il nome di Sunday Drive; i quattro produssero anche delle cassette dimostrative, contenenti quattro canzoni scritte e cantate da loro. Il loro primo lavoro ufficiale, comunque, fu uno split registrato con altre due band nel 2000, contenente tre loro canzoni.
Il gruppo si affiliò alla We the People Records e cominciò a preparare un proprio album. La band realizzò le dodici canzoni che avrebbero dovuto comparire l'album: ma alla fine furono destinate ad essere delle semplici dimostrazioni. Nell'aprile del 2001 la band passò alla Drive-Thru Records, e pubblicò un EP di debutto, With Hopes of Starting Over. In ogni caso, poiché il nome Sunday Drive era già stato preso da un gruppo Christian punk, i quattro decisero di cambiare il proprio in The Starting Line.
Il 16 giugno 2002, ad un anno dall'uscita del suo EP di debutto, la band realizzò il suo primo album, Say It Like You Mean It. Le canzoni variavano da uno stile energico e movimentato ad un altro più pacato e malinconico; anche i temi erano i più disparati, spaziando dalla nostalgia di casa (Left Coast Envy) al mondo dello spettacolo (Given the Chance). I video di due canzoni tratte dall'album (The Best of Me e Leaving) furono trasmessi in tv ed ottennero un discreto successo, contribuendo alla crescente popolarità del gruppo.
Spinti dal desiderio di pubblicare nuovo materiale, i quattro decisero di incidere un nuovo EP. Registrato in tre sessioni, The Make Yourself at Home EP uscì il 23 novembre 2003, accompagnato da un Dvd sulla sua realizzazione. Poco dopo la pubblicazione di questo EP, i The Starting Line cambiarono nuovamente casa discografica, passando alla Geffen Records.
Il secondo album del gruppo, Based on a True Story, fu pubblicato nel maggio del 2005, che musicalmente si distacca leggermente dallo stile dei precedenti lavori. Il disco ebbe un enorme successo, e nei mesi successivi alla sua uscita il gruppo fu impegnato in un tour, durante il quale si distaccarono dalla Geffen Records. Nel mese di gennaio 2006 è stato annunciato il loro passaggio alla Virgin Records. Tuttavia, dopo aver pubblicato il terzo album Direction, la band decide di sciogliersi nel 2008, così che il cantante Kenny Vasoli e il chitarrista e il tastierista Brian Schmutz possano focalizzarsi sul loro progetto Person L. Durante questa pausa, Vasoli fonda anche il gruppo elettro-dream pop Vacationer.
Dal 2011 i The Starting Line si riuniscono in più di un'occasione per partecipare ad alcuni festival, e nel maggio 2012 annunciano la loro riunione ufficiale. Nell'ottobre dello stesso anno esce la raccolta di vecchi brani The Early Years, mentre nel 2014 cominciano a lavorare a del nuovo materiale, che viene poi pubblicato nell'EP del 2016 Anyways, uscito sotto la Downtown Records.

## Formazione
- Kenny Vasoli – voce, basso (1999-2008, 2012-presente)
- Matt Watts – chitarra (1999-2008, 2012-presente)
- Mike Golla – chitarra, cori (1999-2008, 2012-presente)
- Tom Gryskiewicz – batteria (1999-2008, 2012-presente)
- Brian Schmutz – tastiera, cori (2005-2008, 2012-presente)

## Discografia

### Album in studio
- 2002 – Say It Like You Mean It
- 2005 – Based on a True Story
- 2007 – Direction

### Album dal vivo
- 2009 – Somebody's Gonna Miss Us

### Raccolte
- 2012 – The Early Years

### EP
- 2001 – With Hopes of Starting Over
- 2003 – The Make Yourself at Home EP
- 2016 – Anyways